# Carnivore (informatyka)
Carnivore – system analizy danych teleinformatycznych w Internecie, opracowany przez amerykańskie Federalne Biuro Śledcze (FBI) w celu kontrolowania komunikacji osób podejrzanych o czyny kryminalne.
FBI pracowało nad Carnivore prawdopodobnie od 1996 r., ale oficjalna inauguracja miała miejsce w lutym 1997 pod kryptonimem Omnivore (Wszystkożerca), zaś w czerwcu 1999 dokonano zmiany nazwy na obecną. Pierwotnie był to system opracowany pod system operacyjny Solaris, jednak potem zdecydowano się przenieść go pod Windows NT. Jest to aplikacja instalowana u dostawcy usług internetowych (ISP), pracująca podobnie jak sniffer.
FBI utrzymuje, że program nie może być uruchamiany bez zgody ISP i ma zdolność rozróżniania komunikacji otwartej od poufnej, jak transakcje finansowe czy zakupy w Internecie, która nie udziela autoryzacji do przeszukiwania zawartości. Krytycy twierdzą jednak, że Carnivore nie zawiera wystarczających zabezpieczeń przed możliwymi nadużyciami naruszającymi prawa jednostek.
Oponenci, zwłaszcza Electronic Privacy Information Center (EPIC), wymogli na FBI ujawnienie informacji o zasadach działania systemu, ale FBI odmówiło ujawnienia kodu źródłowego. Badania przeprowadzone przez Illinois Institute of Technology  Research Institute zlecone przez Departament Sprawiedliwości wykryły jednak pewne usterki, m.in. brak narzędzia wymagającego autoryzacji sądu dla prowadzonego podsłuchu. Kongres zaczął w związku z tym rozważać wprowadzenie zakazu używania Carnivore. Ostatecznie FBI zdecydowało się zaniechać wykorzystywania Carnivore w 2001 r. na rzecz rozwiązań komercyjnych.
Niektóre firmy produkujące oprogramowanie związane z bezpieczeństwem twierdzą, że opracowały alternatywy dla Carnivore. System przyczynił się również do przyspieszenia prac nad lepszymi technikami szyfrowania transmisji, które uczyniłyby tego typu systemy mniej skutecznymi.